# Saitis berlandi
Espèce
Synonymes
- Saitis nigriceps Berland, 1938 nec Keyserling, 1882

Saitis berlandi est une espèce d'araignées aranéomorphes de la famille des Salticidae.

## Distribution
Cette espèce est endémique du Vanuatu. Elle a été découverte sur Espiritu Santo et observée sur Malekula.

## Étymologie
Cette espèce est nommée en l'honneur de Lucien Berland.

## Publications originales
- Roewer, 1951 : Neue Namen einiger Araneen-Arten. Abhandlungen des Naturwissenschaftlichen Vereins zu Bremen, vol. 32, p. 437-456.
- Berland, 1938 : Araignées des Nouvelles Hébrides. Annales de la Société Entomologique de France, vol. 107, p. 121-190.